# Paradanielssenia confluenta
Paradanielssenia confluenta is een eenoogkreeftjessoort uit de familie van de Pseudotachidiidae. De wetenschappelijke naam van de soort is voor het eerst geldig gepubliceerd in 2008 door Kornev & Chertoprud.